# 138,6 mm/45 Model 1887
138,6 mm/45 Model 1887 — 138,6-миллиметровое корабельное артиллерийское орудие, разработанное и производившееся в Франции. Состояло на вооружении ВМС Франции. Им были вооружены броненосные крейсера типа «Шарне». Его дальнейшим развитием стало орудие 138,6 mm/45 Model 1891.